# 科爾鎮區 (阿肯色州斯科特縣)
科爾鎮區（英語：Coal Township）是位於美國阿肯色州斯科特縣的一個行政鎮區。

## 地方資料
科爾鎮區的面積為49.31平方千米，當中陸地面積為49.12平方千米，而水域面積為0.19平方千米。根據2010年美國人口普查的數據，當地共有人口214人，而人口密度為每平方千米4.34人。